# Campionat del Món de natació de 2011
El Campionat del Món de natació de 2011 va ser una competició esportiva que se celebrà a la ciutat de Xangai (República Popular de la Xina) entre els dies 16 i 31 de juliol de 2011 sota l'organització de la Federació Internacional de Natació (FINA).
Es realitzaren competicions de natació, natació en aigües obertes, natació sincronitzada, salts i waterpolo.

## Elecció de la seu
La ciutat xinesa de Xangai fou escollida com a seu del Campionat del Món de natació de 2011 el 24 de març de 2007 en reunió ordinària de la Federació Internacional de Natació (FINA) per davant de la finalista Doha (Qatar).

## Calendari i proves
| 1 | Nombre de finals |
| ● | Rondes           |

| Juliol 2011               | 16 dis | 17 diu | 18 dil | 19 dim | 20 dmc | 21 dij | 22 div | 23 dis | 24 diu | 25 dil | 26 dim | 27 dmc | 28 dij | 29 div | 30 dis | 31 diu | Medalles d'or |
| ------------------------- | ------ | ------ | ------ | ------ | ------ | ------ | ------ | ------ | ------ | ------ | ------ | ------ | ------ | ------ | ------ | ------ | ------------- |
| Natació                   |        |        |        |        |        |        |        |        | 4      | 4      | 5      | 4      | 5      | 5      | 6      | 7      | 40            |
| Natació en aigües obertes |        |        |        | 1      | 1      | 1      | 2      | 2      |        |        |        |        |        |        |        |        | 7             |
| Natació sincronitzada     |        | 1      | 1      | 1      | 1      | 1      | 1      | 1      |        |        |        |        |        |        |        |        | 7             |
| Salts                     | 1      | 1      | 2      | 2      | ●      | 1      | 1      | 1      | 1      |        |        |        |        |        |        |        | 10            |
| Waterpolo                 |        | ●      | ●      | ●      | ●      | ●      | ●      | ●      | ●      | ●      | ●      | ●      | ●      | 1      | 1      |        | 2             |
| Finals                    | 1      | 2      | 3      | 4      | 2      | 3      | 4      | 4      | 5      | 4      | 5      | 4      | 5      | 6      | 7      | 7      | 66            |
| Finals acumulatives       | 1      | 3      | 6      | 10     | 12     | 15     | 19     | 23     | 28     | 32     | 37     | 41     | 46     | 52     | 59     | 66     |               |

## Medaller
Seu
| Posició | País            | Or | Plata | Bronze | Total |
| 1       | Estats Units    | 17 | 6     | 9      | 32    |
| 2       | R.P. de la Xina | 15 | 13    | 8      | 36    |
| 3       | Rússia          | 8  | 6     | 4      | 18    |
| 4       | Brasil          | 4  | 0     | 0      | 4     |
| 5       | Itàlia          | 3  | 4     | 2      | 9     |
| 6       | Regne Unit      | 3  | 3     | 0      | 6     |
| 7       | Austràlia       | 2  | 10    | 4      | 16    |
| 8       | França          | 2  | 4     | 5      | 11    |
| 9       | Països Baixos   | 2  | 1     | 3      | 6     |
| 10      | Grècia          | 2  | 1     | 1      | 4     |
| 11      | Dinamarca       | 2  | 1     | 0      | 3     |
| 12      | Alemanya        | 1  | 3     | 9      | 13    |
| 13      | Suècia          | 1  | 1     | 0      | 2     |
| 14      | Hongria         | 1  | 0     | 4      | 5     |
| 15      | Belarús         | 1  | 0     | 0      | 1     |
| 15      | Bulgària        | 1  | 0     | 0      | 1     |
| 15      | Corea del Sud   | 1  | 0     | 0      | 1     |
| 15      | Noruega         | 1  | 0     | 0      | 1     |
| 15      | Suïssa          | 1  | 0     | 0      | 1     |
| 20      | Canadà          | 0  | 4     | 3      | 7     |
| 21      | Japó            | 0  | 4     | 2      | 6     |
| 22      | Espanya         | 0  | 1     | 5      | 6     |
| 23      | Polònia         | 0  | 1     | 0      | 1     |
| 23      | Sèrbia          | 0  | 1     | 0      | 1     |
| 25      | Sud-àfrica      | 0  | 0     | 3      | 3     |
| 26      | Mèxic           | 0  | 0     | 2      | 2     |
| 27      | Croàcia         | 0  | 0     | 1      | 1     |
| 27      | Ucraïna         | 0  | 0     | 1      | 1     |
| Total   | Total           | 68 | 64    | 66     | 198   |